# Isabelle Haverlag
Isabelle Haverlag (Bussum, 4 de marzo de 2001) es una tenista neerlandesa.

## Carrera
Haverlag se destaca en dobles, donde ganó 14 títulos. Debutó en 2018 en el W15 de Amiens, donde formó equipo con Julie Belgraver y ganó su primer torneo. En 2022 tuvo su debut en el WTA Tour, en Libéma Open junto a Suzan Lamens. En primera ronda derrotaron a Kaitlyn Christian y Giuliana Olmos, pero perdió en la siguiente ronda contra Ellen Perez y Tamara Zidanšek. En 2023 llegó a semifinales del 125 de Parma con Eva Vedder, al vencer a Ali Collins y Alexandra Osborne en primera ronda y a Katarzyna Kawa y Elixane Lechemia en cuartos de final, pero perdió en semifinales contra Kimberley Zimmermann y Anna Bondár. En 2024 participó en el 250 de Budapest junto a Christina Rosca. En primera ronda derrotaron a Melinda Bíró y Gréta Nemcsek, en cuartos de final a Anna Bondár y Kamila Rajímova, pero perdieron en semifinales ante Anna Danilina y Irina Chromatsjova. En 2025 jugó el 250 de Austin junto a Alicja Rosolska y gracias a sus resultados obtenidos entró al top 100 por primera vez en su carrera. En primera ronda vencieron a Caroline Dolehide y Storm Hunter, en cuartos de final a Jessie Aney y Jessica Failla, pero perdió en semifinales contra McCartney Kessler y Zhang Shuai.